# Kaskaskia (Volk)

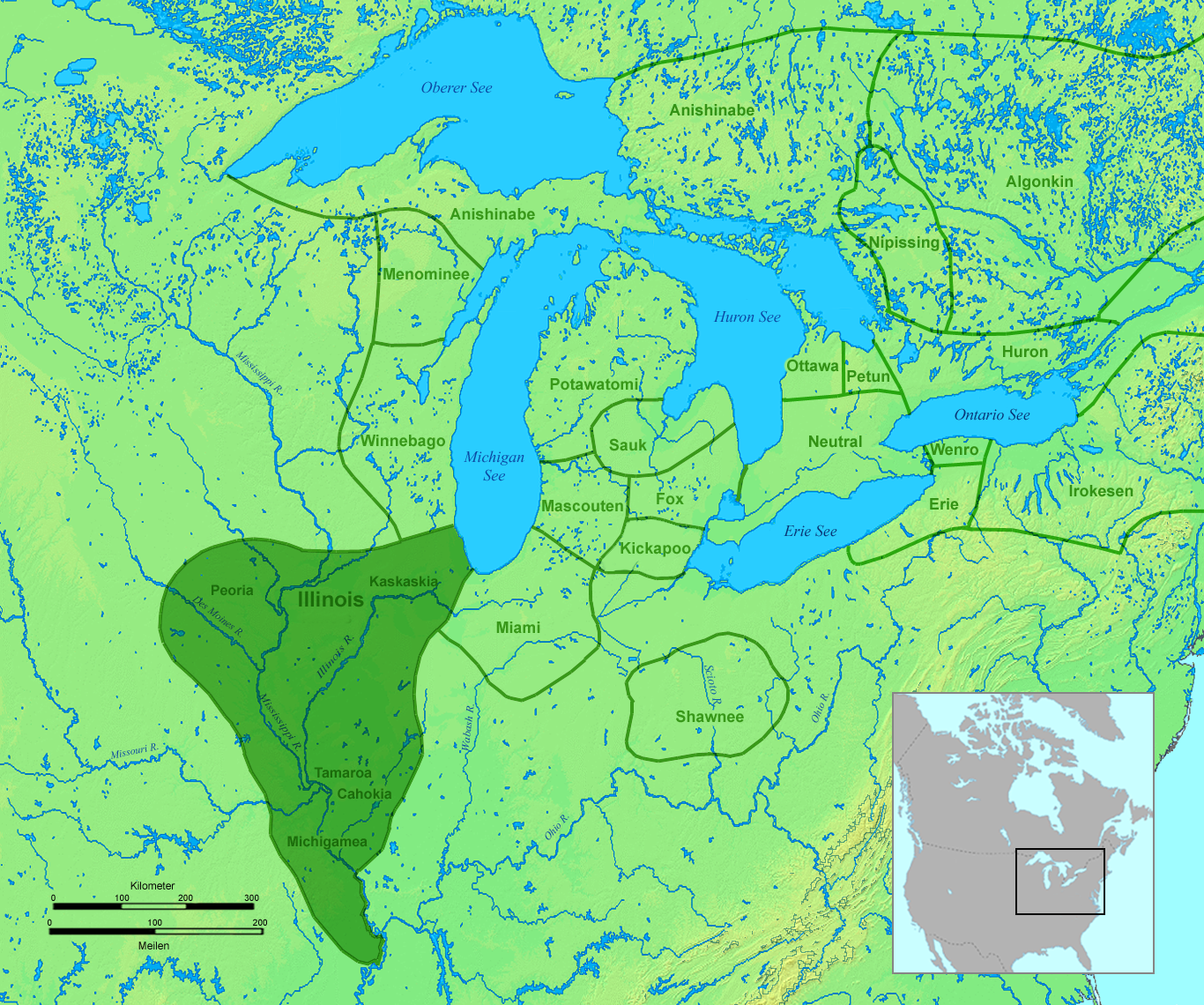
Wohn- und Jagdgebiet der Illinois vor 1700

Die Kaskaskia gehörten zu den Illinois, einer Konföderation von rund zwölf kleinen Algonkin sprechenden Indianerstämmen, die zu Beginn des 17. Jahrhunderts über ein Gebiet verstreut waren, welches das nördliche Illinois und Teile von Missouri und Iowa umfasste. Der Stamm gilt heute als ausgestorben.

## Geschichte
Die Kaskaskia waren einer der bedeutendsten Stämme der Illinois-Konföderation im 17. Jahrhundert und gehörten zu den zahlreichen Algonkinstämmen, die von den Irokesen im Verlauf der Biberkriege angegriffen wurden. Sie suchten Zuflucht im Gebiet der heutigen US-Bundesstaaten Illinois und Wisconsin. Um 1650 lebten dort Flüchtlinge aus zahlreichen Stämmen in multitribalen Dörfern. Vermutlich bildeten Indianer mit gleicher oder ähnlicher Sprache und Kultur in dieser Zeit die Illinois-Konföderation. Viele von ihnen zogen an einen Ort, der heute Starved Rock genannt wird. Dort waren die Lebensbedingungen schwierig, weil häufig die Maisernte ausfiel und die Jäger sich gegenseitig das Wild streitig machten.
Um 1680 gab es eine erneute Welle von Angriffen der Irokesen, in deren Verlauf das große Kaskaskia-Dorf bei Starved Rock zerstört wurde. Das war der Auslöser für eine Allianz zwischen Algonkin-Stämmen und den Franzosen. Diese richteten einen Handelsposten bei Starved Rock ein, wo noch immer eine große Anzahl von Angehörigen der Illinois lebte. Mit den Franzosen erschienen zahlreiche jesuitische Missionare, denen es gelang, besonders junge Frauen der Kaskaskia zum Christentum zu bekehren. Weitere indianische Frauen heirateten französische Waldläufer und um 1711 waren viele Kaskaskia zum katholischen Glauben konvertiert.
Die Stämme aus der Illinois-Konföderation führten einen lang andauernden Krieg gegen die Fox und deren Verbündete. Mit Unterstützung der Franzosen gelang es ihnen in den 1730er Jahren, die Fox fast zu vernichten. Infolge der permanenten Kriege, europäischer Krankheiten, gegen die sie keine Abwehrkräfte besaßen, und zunehmendem Alkoholismus sank die Bevölkerungszahl der Indianer im 18. Jahrhundert dramatisch. Die Kaskaskia verlegten ihren Wohnort von Starved Rock an die Mündung des Kaskaskia Rivers in den Mississippi. Viele Kaskaskia folgten der Bewegung des Ottawa-Häuptlings Pontiac der den nach ihm benannten Pontiac-Aufstand (1763–1766) anführte. Es war eine erfolglose Revolte gegen die britische Herrschaft in Nordamerika. Trotzdem muss bezweifelt werden, ob der Aufstand ohne französische Unterstützung überhaupt eine realistische Chance auf einen Erfolg gehabt hätte. Im April 1769 wurde Pontiac in betrunkenem Zustand in Cahokia (Illinois) von einem Angehörigen der Kaskaskia ermordet, der hierfür angeblich Geld von einem britischen Händler bekam. Begraben wurde Pontiac nahe St. Louis in Missouri.
Zur Zeit des Amerikanischen Unabhängigkeitskrieges (1776–1783) waren die Kaskaskia größtenteils am Mississippi zu finden. Eine Gruppe jedoch verbündete sich mit den Briten und kämpfte gegen die Amerikaner, um deren Vormarsch nach Westen zu verhindern. Am Ende des 18. Jahrhunderts waren die Illinois-Stämme entvölkert. Im Vertrag von Vincennes 1803 verkauften die Kaskaskia ihr verbliebenes Land in Illinois an die Amerikaner und erhielten im Gegenzug zwei Reservationen zugewiesen.
1832 verließen die verbliebenen Kaskaskia Illinois und Missouri, um in Kansas zu siedeln. Dort unterzeichneten sie 1854 einen Vertrag, in dem sie gemeinsam mit den Peoria, Piankashaw und Wea den Confederated Peoria tribe gründeten. Ihnen wurde 1867 eine neue Heimat im nordöstlichen Indianerterritorium zugewiesen, heute Ottawa County in Oklahoma. 1899 zogen dort 153 Peoria ein; die Zahl der darin enthaltenen Kaskaskia ist unbekannt. Im Jahr 1978 erhielt der Peoria Tribe of Indians of Oklahoma erneut die bundesstaatliche Anerkennung und zählte im Jahr 2000 insgesamt 1.795 Stammesangehörige.